# Labatut (Landes)
Labatut (okzitanisch: Labatut oder L'Abatut) ist eine französische Gemeinde mit 1.396 Einwohnern (Stand: 1. Januar 2022) im Département Landes in der Region Nouvelle-Aquitaine. Sie gehört zum Arrondissement Dax und ist Teil des Kantons Orthe et Arrigans. Die Einwohner werden Labatutois genannt.

## Geografie
Labatut liegt etwa 18 Kilometer südsüdöstlich von Dax. Der Gave de Pau begrenzt die Gemeinde im Süden. Umgeben wird Labatut von den Nachbargemeinden Pouillon im Norden, Misson im Nordosten, Habas im Osten, Lahontan im Süden und Südosten, Saint-Cricq-du-Gave im Süden, Sorde-l’Abbaye im Südwesten sowie Cauneille im Westen.

## Bevölkerungsentwicklung
| Jahr                       | 1962 | 1968 | 1975 | 1982 | 1990 | 1999 | 2006 | 2017 |
| Einwohner                  | 1124 | 1147 | 992  | 1034 | 952  | 1099 | 1205 | 1427 |
| Quellen: Cassini und INSEE |      |      |      |      |      |      |      |      |

## Sehenswürdigkeiten

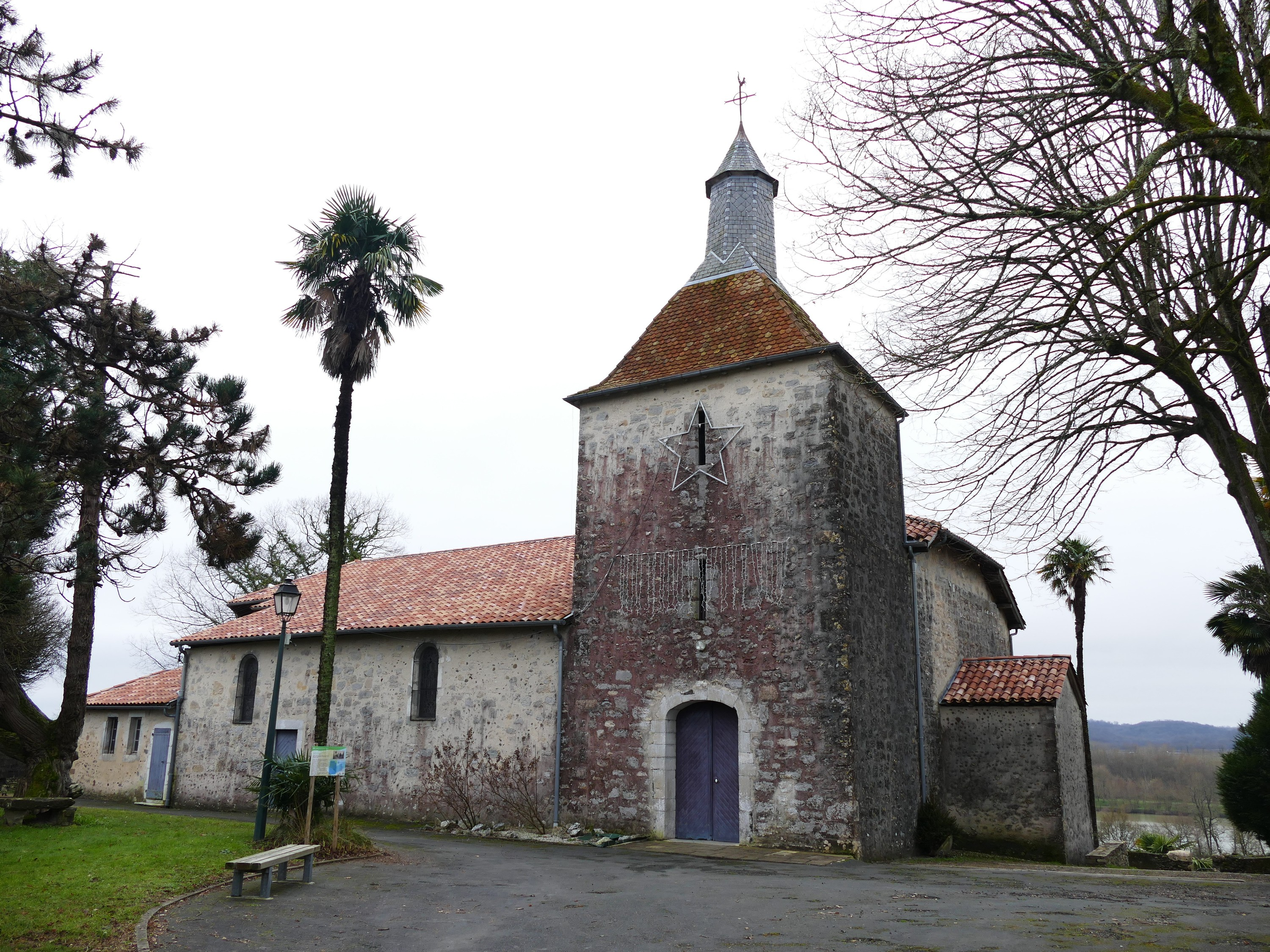
Kirche Saint-Romain

- Kirche Saint-Romain

## Persönlichkeiten
- François Baco (1865–1947), Winzer
- Raymond Mastrotto (1934–1984), Radrennfahrer
- Christophe Lamaison (* 1971), Rugbyspieler